# Alka-Seltzer

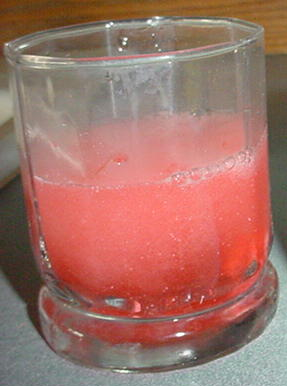
Alka-Seltzer i vatten

Alka-Seltzer, läkemedelsprodukt, som började marknadsföras 1931 i USA. Den ansågs då som ett universalmedel som i princip hjälpte mot allt, från huvudvärk till magbesvär och baksmälla.
Alka-Seltzer är en tablett som löses upp i vatten och innehåller acetylsalicylsyra, bikarbonat och citronsyra.